# Louis Nelson Delisle
Pour les articles homonymes, voir delisle.
"Big Eye" Louis Nelson Delisle (né le 28 janvier 1885 - mort le 20 août 1949) est un clarinettiste de jazz. Il joue occasionnellement aussi de la contrebasse du banjo et de l'accordéon.

## Biographie
Nelson Delisle est né et passe l'essentiel de sa vie à La Nouvelle-Orléans en Louisiane. 
Il étudie la clarinette avec son aîné Lorenzo Tio et devient musicien professionnel dès l'âge de 15 ans à Storyville. Il exerce par la suite une influence majeure sur Johnny Dodds et Jimmie Noone. 
"Big Eye" joue souvent de la clarinette en do plutôt qu'en si bémol, plus couramment jouée. La clarinette en ut est à l'époque utilisée par d'autres clarinettistes de La Nouvelle-Orléans comme Alcide Nunez.
En 1917, il rejoint l' Original Creole Orchestra qui comprend Freddie Keppard et Bill Johnson. 